# Modèle de déplacements MODUS
Pour les articles homonymes, voir Modus.
Le modèle de déplacements MODUS (acronyme de « MOdèle de Déplacements Urbains et Suburbains ») a pour objectif de modéliser les transports en Île-de-France.

## Présentation et historique
Dans les années 1970, la rationalisation des choix budgétaires en France conduit la direction régionale de l'équipement d'Île-de-France (DREIF) à engager de premiers développements de modélisation des déplacements. Ces travaux, en formalisant des processus de calcul de la demande de déplacements et d’utilisation des réseaux routiers et de transports collectifs, permettent la réalisation des études de trafic des projets routiers franciliens portés alors par l'État français.
Le calcul de la demande de déplacements s’effectue selon un processus essentiellement empirique, fondé sur l’estimation des déplacements domicile-travail. La mise en œuvre du modèle est alors complexe, avec un hébergement sur des calculateurs externes.
Au début des années 1990, des développements significatifs sont réalisés : MODUS (MOdèle de Déplacements Urbains et Suburbains ») voit le jour, sous la forme d'un modèle à 4 étapes utilisant la théorie des choix discrets. Il contribue notamment à alimenter les études techniques réalisées par l’État français relatives à l’élaboration du Schéma directeur de la région Île-de-France (SDRIF) de 1994. 
Rapidement, le passage sous micro-informatique, le développement des modules sur les transports collectifs, le perfectionnement de la partie routière grâce aux travaux de l’INRETS, préfigure la version actuellement en fonctionnement et développée depuis le début des années 2000. La DRIEA-IF (Direction régionale et interdépartementale de l'Équipement et de l'Aménagement d'Île-de-France), qui a succédé à la DREIF en juillet 2010, est désormais chargé de sa maintenance, de son développement et de son utilisation.

## Principes généraux et utilisation

### Fonctionnement général

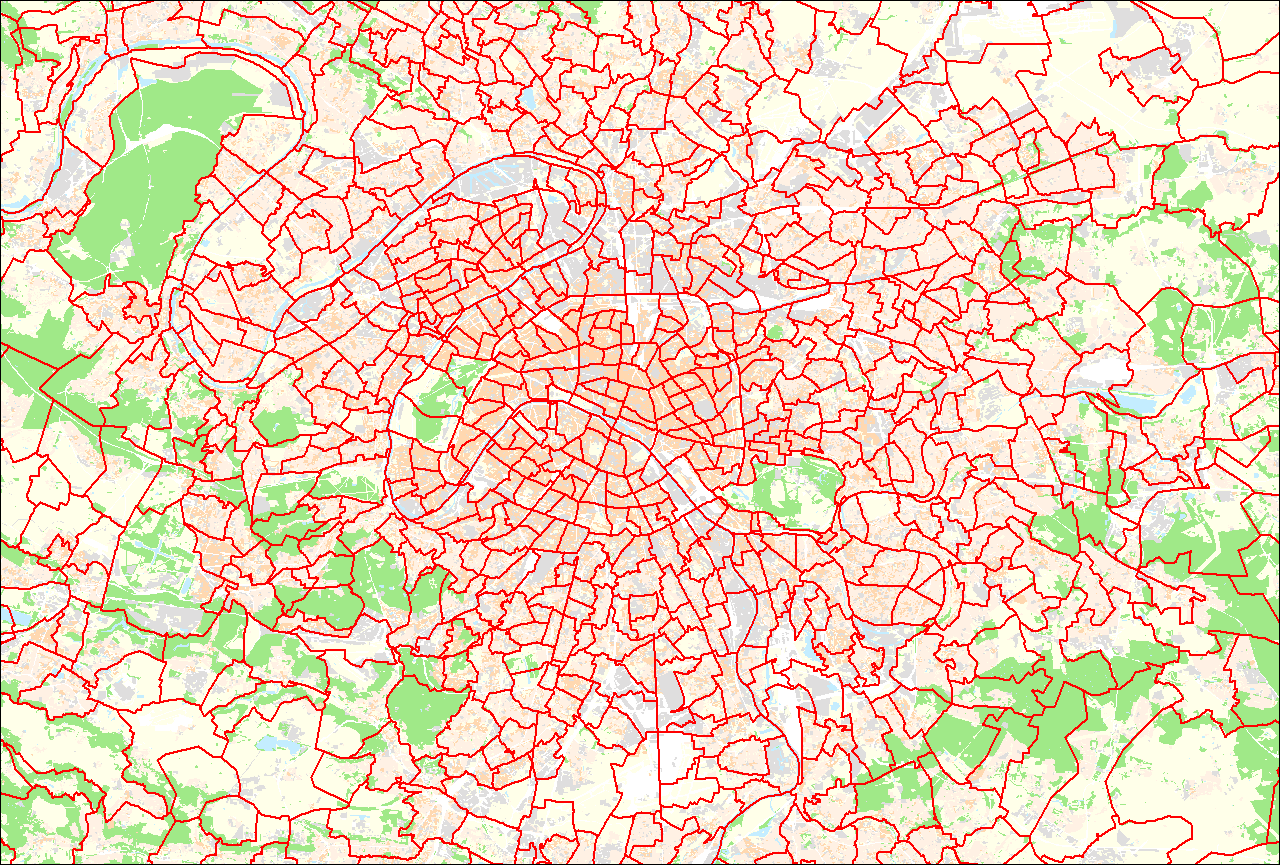
Zonage de MODUS

Comme tout modèle de déplacements, MODUS produit des indicateurs descriptifs de la mobilité et de son évolution, à partir de données de cadrage décrivant la situation à étudier. Ses données d'entrée et de sortie caractérisent le fonctionnement du système de transport à l'échelle de l'Île-de-France, selon les divers modes et réseaux (route et transports collectifs).
Les données d'entrées nécessaires au fonctionnement de MODUS sont :
- le volume et la géographie de la population et des emplois en Île-de-France, caractérisant l'évolution socio-démographique et économique de la région (cadrage dit « P+E » – cf. note produite sur le sujet) ; ils servent à définir le zonage du modèle, qui décrit l'ensemble des zones de départ et d'arrivée possibles ;
- les caractéristiques de l'offre de transports, routière et TC : géographie (tracés), temps de parcours, fréquence, capacité… Elles constituent des objets (un par mode de transport), appelé réseau de transport ;
- les lois caractérisant le comportement de mobilité des franciliens, notamment pour décrire les processus d'arbitrage selon le coût au sens large (temps, prix…) des différentes options : choix de destination, de modes, d'itinéraires… Ces lois ont été déterminées sur la base des enquêtes ménages - déplacements réalisées en Île-de-France depuis plus de trente ans (cf. partie 2 pour plus de détails).

Les indicateurs en sortie – donc modélisés par MODUS – portent sur :
- les caractéristiques générales des déplacements dans la situation étudiée : volume, répartition entre modes, géographie des déplacements, caractéristiques générales moyennes (portée, temps…) ;
- le trafic (selon les itinéraires routiers et les lignes TC) et le niveau de service associé (temps de parcours, vitesse, niveau de congestion…).

### Utilisation du modèle pour évaluer l'efficacité d'un projet
Afin d'évaluer l'efficacité et l'utilité d'un projet de transport, MODUS est utilisé pour comparer trois situations :
- la situation actuelle, point de départ, observable et connue – qui sert également pour valider la pertinence du modèle ;
- la situation dite de référence, correspondant à la situation optimisée la plus probable en l'absence de projet à l'horizon considéré[1] ;
- la situation de projet, correspondant à la situation à l'horizon considéré dans laquelle le projet est réalisé.

Dans les faits, pour simplifier, situations de référence et de projet se différencient par la réalisation ou non du projet.
La comparaison entre situation actuelle et situation de référence ou de projet donne un état de base des évolutions possibles par rapport à l'état connu aujourd'hui. 
La comparaison entre situation de référence et situation de projet permet d'évaluer l'impact du projet, toutes choses égales par ailleurs ; c'est à partir de cette comparaison qu'est calculé le bilan socio-économique de l'opération.

## Fonctionnement détaillé

### Structure du modèle
MODUS est un modèle de déplacements à 4 étapes, multimodal, macroscopique, statique. Il fonctionne aux heures de pointe du matin et du soir, sur un périmètre correspondant à celui de la région Île-de-France. Les données de sorties produites correspondent à un état d'équilibre, en termes de choix de mode et d'itinéraire (de manière comparable au principe dit de Wardrop) : MODUS est un modèle bouclé.
Son fonctionnement s'appuie sur une description séquentielle des déplacements, conçus comme une succession d'arbitrages opérés par les agents entre différentes options. La séquence utilisée est la suivante - illustrée dans le cas des déplacements domicile-travail à l'heure de pointe du matin : 

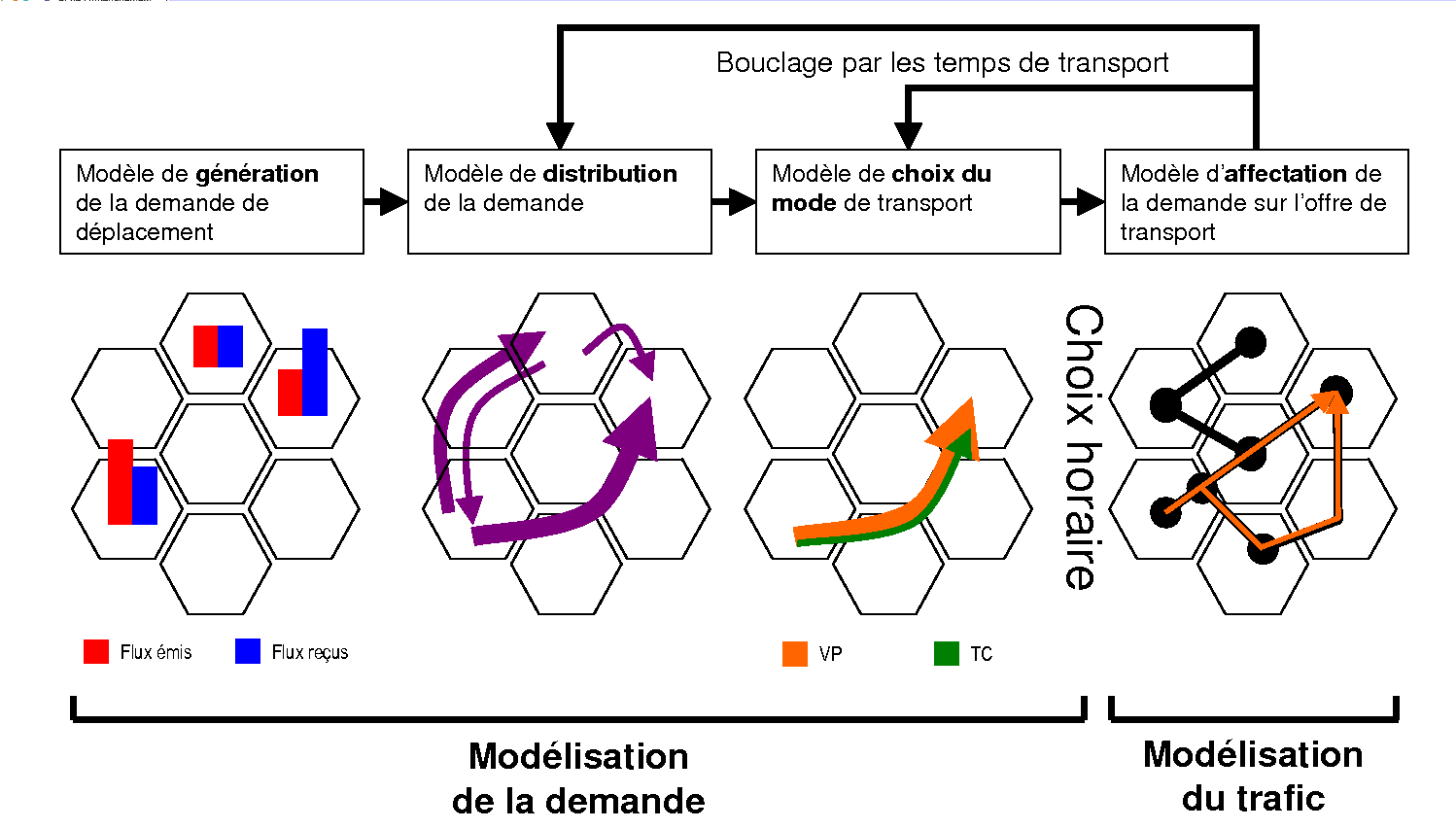
Séquence de modélisation

1. Le choix de se déplacer ou pas (étape dite de génération). Ainsi, seule une partie des actifs va effectivement réaliser un déplacement domicile-travail à l'heure du point de matin (les autres étant en congé, ou travaillant en horaire décalé…). Cette étape aboutit au nombre de déplacements ayant lieu en Île-de-France sur la période considérée.
2. Le choix de la destination (étape dite de distribution). Dans le cas du déplacement domicile-travail, ce choix est conditionné par la géographie des emplois et leur accessibilité au sens large (l'agent arbitre entre les opportunités selon le temps de parcours, le coût…) : par exemple, vaut-il mieux aller travailler sur le pôle d'emplois A ou le pôle d'emplois B, sachant que A offre plus d'opportunités mais est moins accessible que B? Cette étape aboutit à la répartition par origine-destination (couple dit OD) du volume de déplacements issu de l'étape précédente de génération : à chaque OD est désormais attaché un nombre de déplacements.
3. Le choix du mode (étape dite de choix modal). L'agent arbitre entre les différents modes lui permettant de rejoindre son lieu de destination, et compare pour cela l'efficacité des alternatives qui s'offrent à lui (temps, coût…) : pour aller au pôle d'emplois A, vaut-il mieux emprunter les transports en commun ou prendre sa voiture? La réponse dépendra évidemment du lieu de domicile de l'agent. Cette étape aboutit au nombre de déplacements par mode pour chaque OD.
4. Le choix de l'itinéraire (étape dite d’affectation). L'agent arbitre entre les différents parcours possibles pour rejoindre sa destination dans le mode choisi précédemment, en en comparant à nouveau l'efficacité : pour aller au pôle d'emplois A en transports collectifs, quelle(s) ligne(s) de bus, tram, métro, train… choisir ? Cette étape aboutit à l'obtention de réseaux de transport "chargés" : le nombre d'usagers de chaque tronçon routier et service TC est désormais connu.

### Mise en œuvre
- modules de calibrage des paramètres : SAS v8.2
- étapes de génération, distribution, choix modal : SAS v8.2
- étape d'affecation (route et TC) : PTV VISUM [2]v11

### Capacités et limites
La pertinence de MODUS a été validée par comparaison de la modélisation de la situation actuelle de la mobilité en Île-de-France avec les données observées : enquête sur les déplacements des franciliens (l'Enquête Globale de Transports, dite EGT), comptages de trafic routier et transports collectifs. 
Ce point vérifié, l'utilisation de MODUS sur une situation d'étude permet alors de mesurer l'impact des projets et politiques envisagés, à chacune des étapes présentées précédemment : 
- évolution du volume de déplacements : par exemple, la croissance de la population et des emplois conduit à une augmentation mécanique du nombre de déplacements2 ;
- évolution de la géographie des déplacements : par exemple, rapprocher populations et emplois peut se traduire dans le modèle par une baisse de la portée des déplacements et des temps de parcours ;
- report modal : par exemple, l'amélioration de la compétitivité des transports collectifs par rapport à la route conduit à une évolution à la hausse de leur part modale ;
- évolution du trafic des lignes : par exemple, des nouvelles lignes TC seront utilisées par des usagers existants (qui changent d'itinéraires), reportés (venant de la voiture) ou totalement nouveaux (ayant changé d'OD ou correspondant à la croissance démographique) ; l'impact sur les autres lignes TC et la route pourra aussi être mesuré.

NB : au même titre que le niveau de trafic, le volume, la géographie et la répartition modale des déplacements ne sont pas des données d'entrée, mais bien des produits de sortie modélisés par MODUS. Ils sont issus de l'application des lois comportementales du modèle à la situation considérée.
Toutefois, MODUS est limité de facto sur certains points, de par sa constitution même :
- les lois comportementales ont été déterminées et validées par comparaison avec les données observées, dont l'analyse montre jusqu'à présent la stabilité des déterminants de la mobilité et de leur évolution. Par conséquent, le modèle est mal adapté pour prendre en compte les phénomènes de rupture, tels que les changements de comportements lié aux préoccupations environnementales ou à une hausse durable du coût du pétrole.
- la complexité du fonctionnement du système de transports est telle en Île-de-France qu'en évaluer précisément toutes les caractéristiques est une gageure. On peut ainsi citer la question de la saturation des réseaux, autant routiers que TC, qu'il est difficile voire impossible de transcrire complètement dans les modèles macroscopiques statiques.
- les déplacements des non franciliens sont ajoutés de manière exogène, sur les principales portes d'entrée de l'Île-de-France : corridors autoroutiers, aéroports, gares. La description du comportement de certains d'entre eux reste par ailleurs malaisée (cas des touristes en particulier).

Pour ces raisons, afin de garantir la robustesse des études, il convient a minima de procéder à divers tests de sensibilité (évolution socio-démographique, coût des déplacements…) permettant d'obtenir des fourchettes de résultats, ainsi qu'à des benchmarks entre MODUS et d'autres modèles.